# CBS體育網
CBS體育網（英語：CBS Sports Network）是美国的一個有线电视和卫星电视頻道，由CBS集團所有。CBS體育網開始播出於2002年，當時的名稱是全國校園體育網（National College Sports Network，後改為CSTV），主要轉播大學體育賽事。2005年，CSTV被CBS收購，改名為CBS校園體育網（CBS College Sports Network）。2011年，該頻道再改名為“CBS體育網”。